# Siergiej Michałkow
Siergiej Władimirowicz Michałkow, ros. Сергей Владимирович Михалков (ur. 28 lutego?/13 marca 1913 w Moskwie, zm. 27 sierpnia 2009 tamże) – rosyjski poeta i bajkopisarz.
Pochodził ze starej rosyjskiej rodziny ziemiańskiej, której korzenie sięgają XV wieku.
Michałkow był autorem wielu książek i wierszy dla dzieci, jak również twórcą tekstu hymnu ZSRR i hymnu Rosji. W latach 1970–1992 pełnił funkcję prezesa Stowarzyszenia Pisarzy Rosyjskiej FSRR.
Był ojcem reżyserów Andrieja Michałkowa-Konczałowskiego i Nikity Michałkowa.
Pochowany na Cmentarzu Nowodziewiczym w Moskwie.

## Twórczość
Michałkow napisał między innymi:
- Nie płacz, koziołku,
- Telefon,
- Wujek Wieża,
- Małym nieposłusznym,
- Święto Nieposłuszeństwa.

## Odznaczenia
- Medal „Sierp i Młot” Bohatera Pracy Socjalistycznej (1973)
- Order św. Andrzeja (2008)
- Order Zasług dla Ojczyzny II klasy (2003)
- Order Honoru (1998)
- Order Lenina – czterokrotnie (1939, 1963, 1973, 1983)
- Order Rewolucji Październikowej (1971)
- Order Czerwonego Sztandaru (1945)
- Order Czerwonego Sztandaru Pracy – dwukrotnie (1967, 1988)
- Order Przyjaźni Narodów
- Order Wojny Ojczyźnianej I klasy (1985)
- Order Czerwonej Gwiazdy (1943)
- Nagroda Leninowska (1970)
- Nagroda Stalinowska – trzykrotnie (1941, 1942, 1950)
- Nagroda Państwowa ZSRR (1978)
- Nagroda Państwowa RFSRR (1977)
- Order Sergiusza Radoneżskiego II klasy (1993, Rosyjska Cerkiew Prawosławna)
- Order Uśmiechu